# Ivan Bloch
Ivan Stanislavovic Bloch (24 de julio de 1836, Radom - 25 de diciembre de 1902/1901, Varsovia) (también Johann von Bloch, Jean de Bloch, Ivan Bliokh) fue un banquero polaco y financista ferroviario que dedicó su vida privada al estudio de las guerras modernas. Bloch estaba intrigado por la victoria devastadora que Prusia/Alemania habían logrado sobre Francia en 1870, lo que le hizo pensar que la solución a los problemas diplomáticos por medio de la guerra se había convertido en una opción obsoleta en Europa. Expresó sus ideas y pensamiento en su obra maestra de seis volúmenes, La Guerre Future, popularizada en la traducción Es hoy imposible la guerra?, publicada en París en 1898.

## Contribución a la teoría
El análisis detallado realizado por Bloch de la guerra moderna, sus tácticas, estrategias e implicancias políticas, fue muy leído en Europa. Los principales argumentos de Bloch eran:
- La nueva tecnología de armamentos (por ejemplo pólvora sin humo, diseños modernos de rifles y ametralladoras Maxim) habían convertido en obsoletas a las maniobras sobre el terreno tales como los ataques con bayoneta y las cargas de caballería. Bloch concluyó que la guerra entre las Grandes Potencias sería una guerra de trincheras y que los ataques rápidos y las victorias decisivas eran, probablemente, elementos del pasado. Según sus cálculos los hombres en trincheras tendrían un factor cuatro de ventaja sobre la infantería que avanzara a campo abierto.

- En comparación con guerras anteriores que solo requerían ejércitos de decenas de miles de efectivos, las sociedades industriales se deberán comprometer a reclutar ejércitos con millones de miembros. Se desarrollará un gran frente de batalla. Una guerra de este tipo no podría tener una resolución rápida.

- La guerra se convertirá en un duelo de poderío industrial, un tema de atrición o ahogamiento económico. Significativos quiebres en el plano económico y social provocarían riesgos de hambrunas, enfermedades, el "quiebre del tejido social" y revoluciones incitadas desde abajo.

## Influencias
Bloch asistió a la primera Conferencia de Paz de La Haya en 1899, posiblemente por invitación del zar Nicolás II, y distribuyó copias de su trabajo a los delegados de las misiones diplomáticas de 26 estados, con poco éxito. El publicista británico W. T. Stead también trabajó para difundir las ideas de Bloch. En cada detalle, la investigación teórica de Bloch fue rechazada o ignorada. A los lectores británicos de The Contemporary Review, Bloch escribió en 1901:

"Después de haberme ocupado durante más de catorce años en el estudio de la guerra en todas sus fases y aspectos, me asombra descubrir que la notable evolución que está convirtiendo rápidamente la espada en una reja de arado ha pasado casi desapercibida incluso para los vigilantes profesionales a los que se les paga para mantener una estrecha vigilancia. En mi trabajo sobre la guerra del futuro me esforcé por dibujar un cuadro de este interesante proceso. Pero al escribir para especialistas, me vi obligado a entrar en gran medida en detalles, cuyo análisis se extendió a lo largo de 3.084 páginas. Los hechos que allí se acumulan, y las consecuencias que de ellos se derivan, son demasiado contrarios a los intereses creados de la clase más poderosa de la comunidad como para admitir que se incorporen inmediatamente en medidas de reforma. Y esto lo preví desde el principio. Lo que no podía prever era la terquedad con la que no sólo se retraían a la hora de actuar, sino que se dedicaba a tergiversar y distorsionar los hechos. El patriotismo es muy respetable, pero es peligroso identificarlo con los intereses de una clase. La firmeza con la que la casta militar se aferra a la memoria de un estado de cosas que ya ha muerto es patética y honorable. Lamentablemente, también es costosa y peligrosa. Por lo tanto, me atrevo ahora a apelar a las masas británicas, cuyos intereses vitales están en juego y cuyo veredicto debe ser definitivo."

Los patriotas europeos permanecieron impasibles. Los comandantes de la caballería francesa y de la infantería británica sólo aprendieron las lecciones de Bloch mediante un proceso de ensayo y error una vez que la guerra imposible de Bloch, la Primera Guerra Mundial, había comenzado. Las monarquías rusa y alemana demostraron ser igualmente incapaces de asimilar las palabras de advertencia de Bloch sobre la revolución, pagando el precio con la ejecución sumaria y el exilio, respectivamente.
La previsión de Bloch está algo condicionada por lo que demostró ser una subestimación de la importancia táctica y estratégica del fuego indirecto (por ejemplo, artillería), y su incapacidad para prever el desarrollo del tanque blindado y la aviación militar. Bloch tampoco se dio cuenta del potencial del transporte motorizado no ferroviario. Sin embargo, ninguno de estos descuidos fue lo suficientemente significativo como para socavar sus más amplias observaciones para el período anterior a 1930 aproximadamente.
Murió el 7 de enero de 1902 en Varsovia. Ese mismo año se creó en Lucerna (Suiza) un Museo Internacional de la Guerra y la Paz en nombre de Bloch, que cerró en 1919 por falta de visitantes.

## Rol en la teoría contemporánea
Bloch sobrevivió suficiente tiempo después de publicar su teoría para aplicar sus talentos analíticos a la investigación de las barreras institucionales que detuvieron la adopción de su teoría por parte de las cúpulas militares. Aparentemente concluyó que los militares debían ser dejados a un lado por una apelación más directa a los votantes. 
Los teóricos contemporáneos tratan a Bloch como el Clausewitz de los primeros años del 1900. Una revisión reciente de la publicación "La guerra en la Historia" está especialmente interesado en estudiar la interreacción entre las teorías de Bloch y los profesionales militares de su tiempo. La misma indica que tendían a despreciar a Bloch, sobre la base de que sus matemáticas podrían ser incorrectas, y que su discurso general corría el riesgo de ser moralmente malo.